# 约阿希姆·艾勒斯
约阿希姆·艾勒斯（德語：Joachim Eilers，1990年4月2日—）生于科隆，是一名德国男子自行车运动员，主攻场地自行车项目，是德国联邦警察的一员。他在1999年受其哥哥的影响开始练习自行车，2005年加入开姆尼茨警察体育俱乐部。